# Hochstatt (Dischingen)

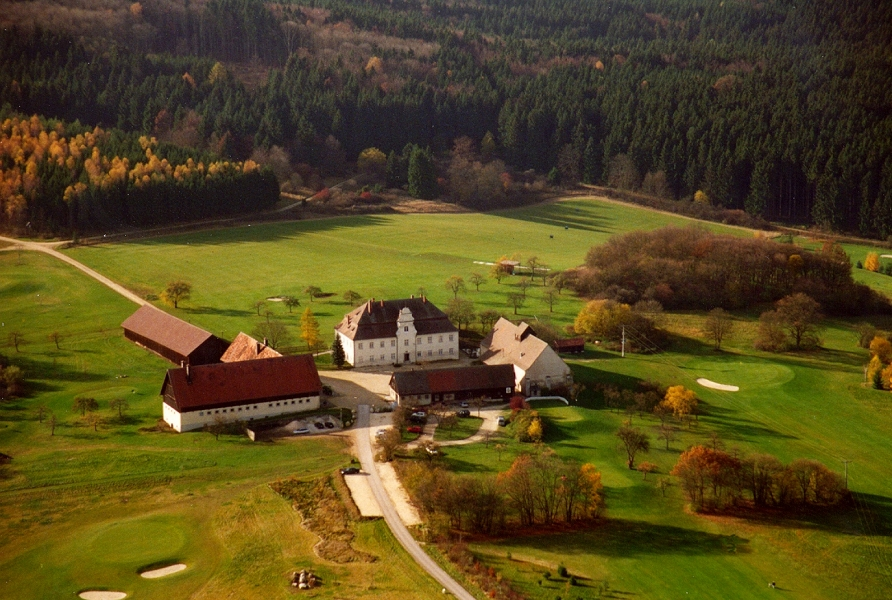
Hochstatt

Hochstatt (auch Hochstatter Hof) liegt 100 m über dem Tal der Egau zwischen Dischingen und der Abtei Neresheim. Es gehört zu Dischingen im Landkreis Heidenheim, der sich in Baden-Württemberg an der Grenze zu Bayern befindet. Die Postleitzahl von Hochstatt lautet 73450.
Von 1836 bis zum 16. Februar 1978 wurde das Hochplateau unter seinem originären Namen HOCHSTATT als separate Gemarkung im Liegenschaftskataster geführt.

## Geschichte
Bereits in vorchristlicher Zeit haben die Kelten und später die Merowinger ihre Spuren auf diesem Hochplateau hinterlassen. Der erste schriftliche Nachweis befindet sich im Codex Eberhardi. Dabei handelt es sich um das zwischen 1150 und 1165 im Auftrag von Abt Marquard I. verfasste Güterverzeichnis der benediktinischen Reichs-Abtei Fulda.

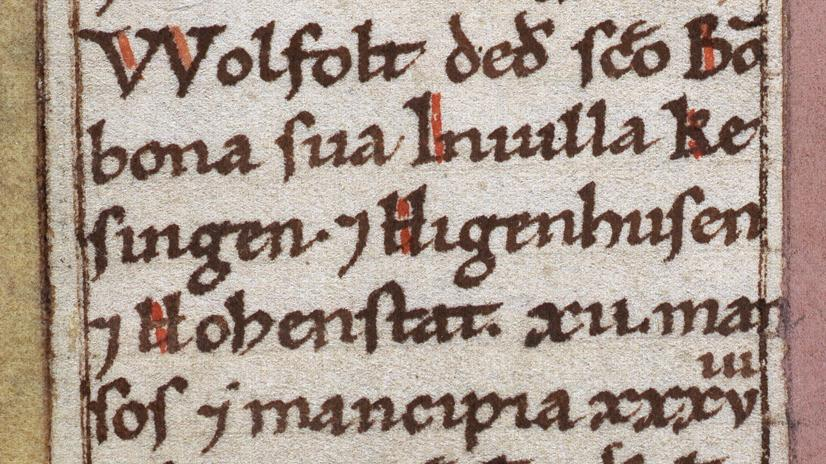
Schriftzug aus dem Codex Eberhardi

Demzufolge war ein Adeliger namens Wolfolt erster Besitzer von Hochstatt. Er schenkte Hochstatt samt Leibeigenen dem 744 gegründeten Kloster Fulda, vermutlich für sein Seelenheil. Anhand der Fakten aus dem Codex Eberhardi liegt der Schenkungszeitpunkt zwischen dem 8. und 9. Jahrhundert.
Für den Übergang des Hochstatter Grundbesitzes von der Benediktiner-Abtei Fulda an das 1106 gegründete Benediktiner-Kloster Neresheim existiert weder ein Beleg noch ein Datum. Es gibt nur den Beweis, dass das Anwesen spätestens zum Ende des 13. Jahrhunderts der Abtei Neresheim als dem dritten Besitzer gehörte. Dies ist durch die Bestätigungsbulle des Heiligen Stuhls von Papst Bonifaz VIII. mit Datum 13. Januar 1298 belegt.

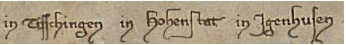
Schriftzug aus der Papsturkunde von 1298

Auf dem ausgedehnten Hochplateau gab es zeitweise Lehens- oder Pachtverhältnisse. Vereinzelt vorhandenes Privateigentum kam im Laufe der Zeit ebenfalls zum Kloster, was aus den Grenzmarkierungen hervorgeht. Seine nachhaltigste Aufwertung erfohr Hochstatt 1684 durch den bedeutenden Neresheimer Barockabt Simpert Niggl (* 1654, Abt von 1682 bis 1706 und † 1711). Bereits 36 Jahre nach Ende des Dreißigjährigen Krieges ließ der regierende Abt S. Niggl das schlossartige Barockgebäude außerhalb der Klostermauern auf dem gegenüberliegenden Hochplateau im klerikalen Stil errichten. Mit der Barockisierung der Klostergebäude begann er erst 10 Jahre später. Die Abtei-Domäne Hochstatt diente den „Conventualen“ insbesondere während der Bautätigkeiten am Kloster zur Erholung im Sommer als Residenz. Die Neresheimer Klosterkirche stammt aus der zweiten Hälfte des 18. Jahrhunderts und nur der Turm der alten Abteikirche ist älter als das herrschaftliche Bauwerk von Hochstatt. Es ist das erste Barockhaus auf dem Härtsfeld. Ganz offensichtlich hatte die klösterliche Barockresidenz ab 1684 überregionale Bedeutung. Hochstatt ist in den wichtigen Landkarten von Württemberg und Süddeutschland des frühen 18. Jahrhunderts verzeichnet.

Hochstatt im 17. Jahrhundert

Der Hochstatter Bauherr Niggl begleitete nach dem großen Türkenkrieg und dem Friede von Karlowitz (26. Januar 1699) den kaiserlichen Großbotschafter und die 279-köpfige Delegation bei ihrer diplomatischen Reise nach Konstantinopel. Abt Simpert Niggl erstellte über diese Friedensmission, bei der auch 920 Kriegsgefangene ausgetauscht wurden, einen detaillierten Bericht von 359 Seiten. Er erhielt für das wichtige Diarium am 31. Mai 1701 den Titel „Kaiserlicher Rat und Erbkaplan“.
Mit dem Reichsdeputationshauptschluss vom 25. Februar 1803 wurde die reichsunmittelbare Abtei und ihr gesamter Besitz säkularisiert. Damit kam Hochstatt in den Besitz der Fürsten von Thurn und Taxis unter Fürst Carl Anselm (* 1733, 1773-1805†) als vierten Eigentümer. Die fürstliche Domäne Hochstatt diente nun ausschließlich der Land- und Forstwirtschaft. Im Barockgebäude fanden diverse Umbauten statt, wodurch auch die Hauskapelle verschwand. Die Kreuze auf dem fast 17 Meter hohen barocken Ostgiebel blieben und erinnern an den ehemals klösterlichen Status.
Hochstatt war ein Weiler und hatte 1872 32 Einwohner. Mit Eröffnung der Härtsfeldbahn im Jahre 1901 und dem an der Zufahrt gelegenen Bahnhof Sägmühle an der Egau hatte man für über 70 Jahre eine Anbindung an das Schienennetz. 1928 kam das ehemalige Kloster Neresheim per Schenkung als „Mitgift“ des regierenden Fürsten Albert I. (* 1867, 1885-1952†) für seinen Sohn, Pater Emmeram von Thurn & Taxis (* 1902, † 1994) wieder in den Besitz des Benediktinerordens. Die fürstliche Domäne Hochstatt war in der Schenkung nicht enthalten und verblieb im Eigentum des Fürstenhauses. Zum Ende des Zweiten Weltkriegs wurde Hochstatt am 16. April 1945 bombardiert und sechs Tage später von den Amerikanern besetzt. Verletzte gab es nicht, aber an den Gebäuden entstanden sehr schwere Schäden. Die Großviehhaltung existierte bis 1962, die nachfolgende Legehühnerhaltung wurde 1974 eingestellt.

## Neuere Entwicklungen

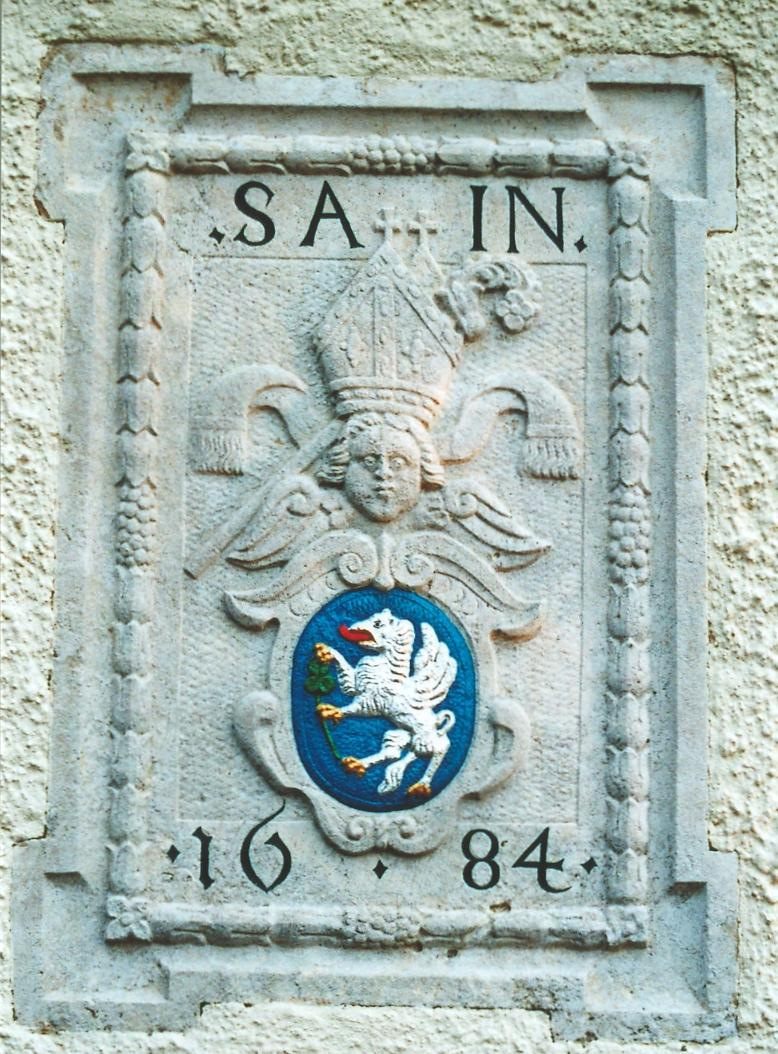
Hochstatter Wappenplatte von 1684

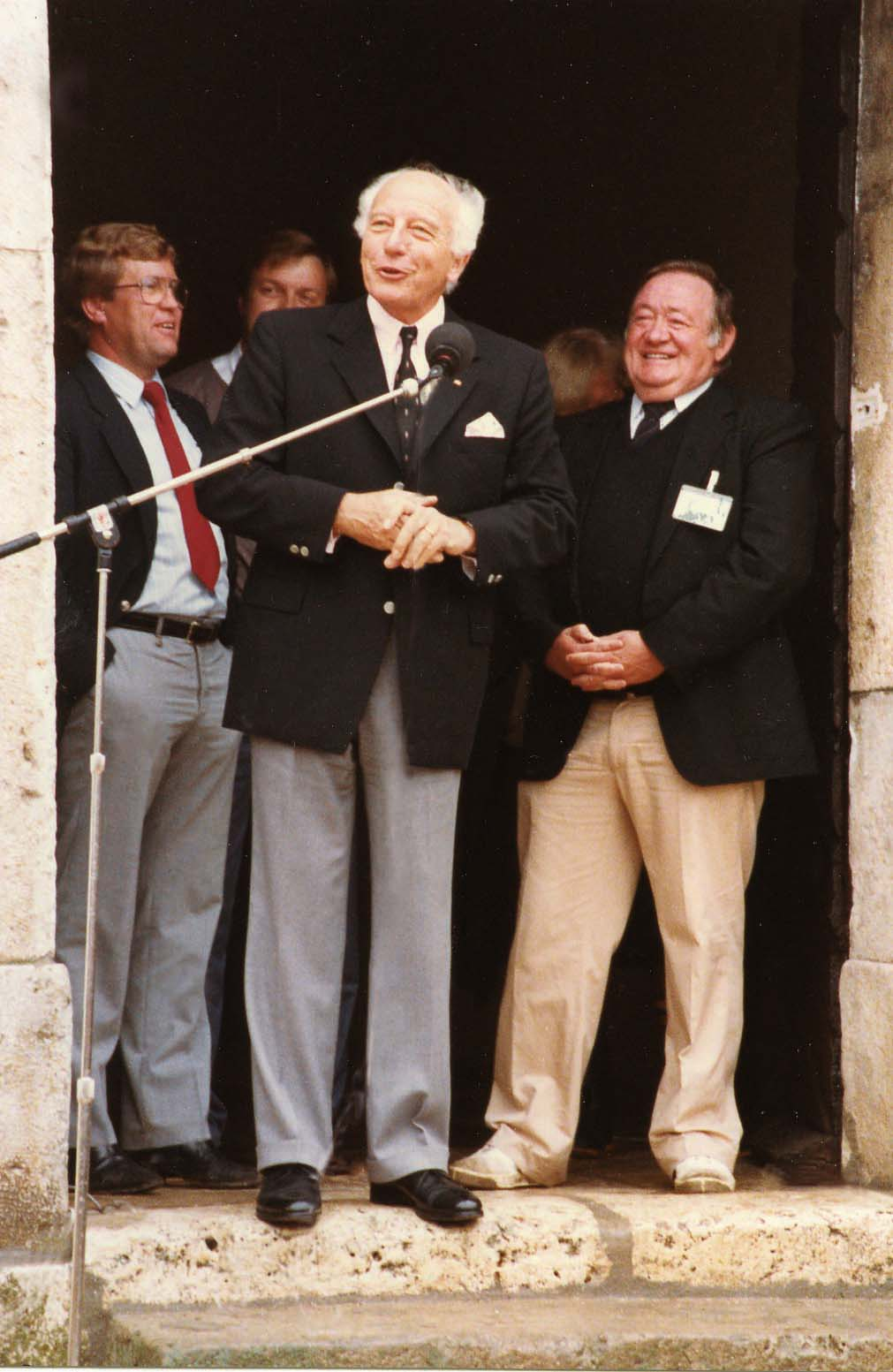
Golfplatzeinweihung 1984 mit Walter Scheel

Auf Grund der strukturellen Umwälzungen in allen Bereichen der Landwirtschaft verpachtete das fürstliche Haus 1982 einen Teil des Hochplateaus an den 1981 in Bopfingen gegründeten Golfclub.
1984, also 300 Jahre nach der Vollendung des Barockbaus erfolgte die Einweihung der Golfanlage mit einer ökumenischen Feldmesse im Beisein des ehemaligen Bundespräsidenten Walter Scheel. 1994 wurde die Anlage zur bislang einzigen 18-Loch-Meisterschaftsanlage der Region Ostwürttemberg erweitert.
Im Jahre 2004 erwarb der Golfclub das gesamte Hochplateau mit ca. 100 Hektar sowie allen Gebäuden und Wegen von Fürst Albert II. von Thurn & Taxis. Der Golfclub HOCHSTATT Härtsfeld-Ries e. V. ist somit der fünfte Besitzer in über 1200 Jahren.
Das ca. 100 ha große Hochplateau auf über 630 m über NN hieß ursprünglich „Hohenstat“ und bedeutete Siedlung auf der hochgelegenen Stelle. Auf die Schreibweise Hochstadt folgte um 1430 Hochstatt.
Es ist davon auszugehen, dass der in der Gegend häufige Familienname Hochstatter von dort stammt. Abweichend gibt es im Postleitzahlenbuch der Deutschen Post die Bezeichnung „Hochstatter Hof“. Der Tradition folgend verwenden die heutigen Besitzer jedoch den Namen Hochstatt ohne Sekundärbegriff.
Nach Jahrhunderten der Landwirtschaft hat das Hochplateau mit der ausbaufähigen 18-Loch-Anlage seit den 1980er-Jahren wieder eine verlässliche Perspektive. Hochstatt hat damit wieder überregionale Bedeutung und ist auf allen Golf-Landkarten von Deutschland verzeichnet.
Für die Region Ostwürttemberg sind das renovierte Barockhaus und der Meisterschaftsplatz eine Attraktion.

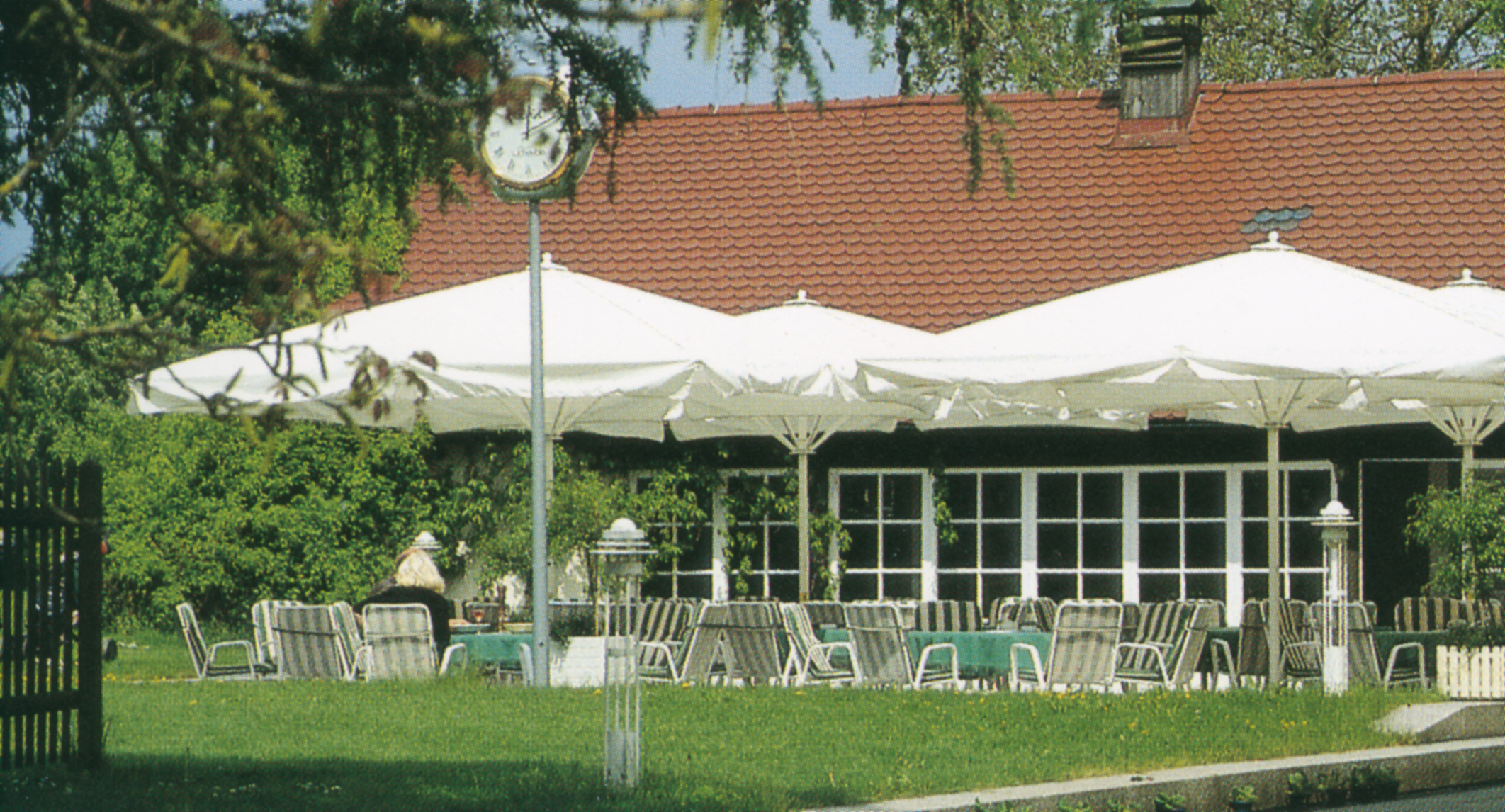
Hochstatter Restaurant-Terrasse